# Mimudea integralis
Mimudea integralis là một loài bướm đêm trong họ Crambidae.